# Regulació de la intel·ligència artificial
La regulació de la intel·ligència artificial és el desenvolupament de polítiques i lleis del sector públic per promoure i regular la intel·ligència artificial (IA). Forma part de la regulació més àmplia dels algorismes. El panorama regulador i polític de la IA és un problema emergent a les jurisdiccions d'arreu del món, incloses les organitzacions internacionals sense poder d'execució directe com l'IEEE o l'OCDE.
Des del 2016, s'han publicat nombroses directrius ètiques d'IA per mantenir el control social sobre la tecnologia. La regulació es considera necessària tant per fomentar la innovació en IA com per gestionar els riscos associats.
A més, les organitzacions que despleguen la IA tenen un paper central a l'hora de crear i implementar una IA fiable, complint els principis establerts i assumint la responsabilitat per mitigar els riscos.
La regulació de la IA mitjançant mecanismes com ara els consells de revisió també es pot veure com un mitjà social per abordar el problema de control de la IA.

## Rerefons
Segons l'índex d'IA 2023 de la Universitat Stanford, el nombre anual de factures que esmenten "intel·ligència artificial" aprovades a 127 països enquestats va passar d'un el 2016 a 37 el 2022.
El 2017, Elon Musk va demanar la regulació del desenvolupament de la IA. Segons NPR, el CEO de Tesla "clarament no estava emocionat" d'advocar per un escrutini governamental que podria afectar la seva pròpia indústria, però creia que els riscos d'anar completament sense supervisió són alts: "Normalment, la manera com s'estableixen les regulacions és quan succeeixen un munt de coses dolentes, hi ha una protesta pública i, després de molts anys, una agència reguladora s'ha creat per sempre. estat dolent però no una cosa que representés un risc fonamental per a l'existència de la civilització". En resposta, alguns polítics van expressar escepticisme sobre la saviesa de regular una tecnologia que encara està en desenvolupament. Responent tant a les propostes de Musk com a les de febrer de 2017 dels legisladors de la Unió Europea per regular la IA i la robòtica, el conseller delegat d'Intel, Brian Krzanich, ha argumentat que la IA està en els seus inicis i que és massa aviat per regular la tecnologia. Moltes empreses tecnològiques s'oposen a la dura regulació de la IA i "Tot i que algunes de les empreses han dit que donen la benvinguda a les regles al voltant de la IA, també s'han oposat a regulacions dures semblants a les que s'estan creant a Europa" En lloc d'intentar regular la tecnologia en si mateixa, alguns estudiosos van suggerir desenvolupar normes comunes que inclouen requisits per a les proves i la transparència amb alguna forma d'algorisme possiblement combinada amb alguna combinació d'algorismes.
En una enquesta d'Ipsos del 2022, les actituds cap a la IA variaven molt segons el país; El 78% dels ciutadans xinesos, però només el 35% dels nord-americans, van coincidir que "els productes i serveis que utilitzen IA tenen més avantatges que inconvenients". Una enquesta de Reuters /Ipsos de 2023 va trobar que el 61% dels nord-americans està d'acord, i el 22% en desacord, que la IA suposa un risc per a la humanitat. En una enquesta de Fox News de 2023, el 35% dels nord-americans va pensar que era "molt important" i un 41% addicional va pensar que era "una mica important" que el govern federal reguli la IA, enfront del 13% que va respondre "poc important" i un 8% que va respondre "gens important".

## Perspectives
La regulació de la intel·ligència artificial és el desenvolupament de polítiques i lleis del sector públic per promoure i regular la IA. En general, la regulació es considera necessària tant per fomentar la IA com per gestionar els riscos associats. Les consideracions de l'administració pública i les polítiques generalment se centren en les implicacions tècniques i econòmiques i en sistemes d'IA fiables i centrats en l'ésser humà, encara que també es considera la regulació de les superintel·ligències artificials. L'enfocament bàsic de la regulació se centra en els riscos i els biaixos dels algorismes d'aprenentatge automàtic, a nivell de les dades d'entrada, les proves d'algorismes i el model de decisió. També se centra en l'explicabilitat dels resultats.
Hi ha hagut propostes tant de llei dura com de llei flexible per regular la IA. Alguns juristes han assenyalat que els enfocaments de la llei dura a la regulació de la IA tenen reptes substancials. Entre els reptes, la tecnologia d'IA està evolucionant ràpidament i condueix a un "problema de ritme" on les lleis i regulacions tradicionals sovint no poden estar al dia amb les aplicacions emergents i els seus riscos i beneficis associats. De la mateixa manera, la diversitat d'aplicacions d'IA desafia les agències reguladores existents, que sovint tenen un àmbit jurisdiccional limitat. Com a alternativa, alguns estudiosos del dret argumenten que els enfocaments de la llei suau a la regulació de la IA són prometedors perquè les lleis blanques es poden adaptar de manera més flexible per satisfer les necessitats de la tecnologia d'IA emergent i en evolució i les aplicacions naixents. Tanmateix, els enfocaments de lleis blandes sovint no tenen un potencial d'aplicació substancial.
Cason Schmit, Megan Doerr i Jennifer Wagner van proposar la creació d'un regulador quasi governamental aprofitant els drets de propietat intel·lectual (és a dir, llicències copyleft) en determinats objectes d'IA (és a dir, models d'IA i conjunts de dades de formació) i delegant els drets d'execució a una entitat d'aplicació designada. Argumenten que la IA es pot autoritzar en termes que requereixen el compliment de pràctiques ètiques i codis de conducta especificats. (per exemple, principis de lleis blandes).

## Orientació global

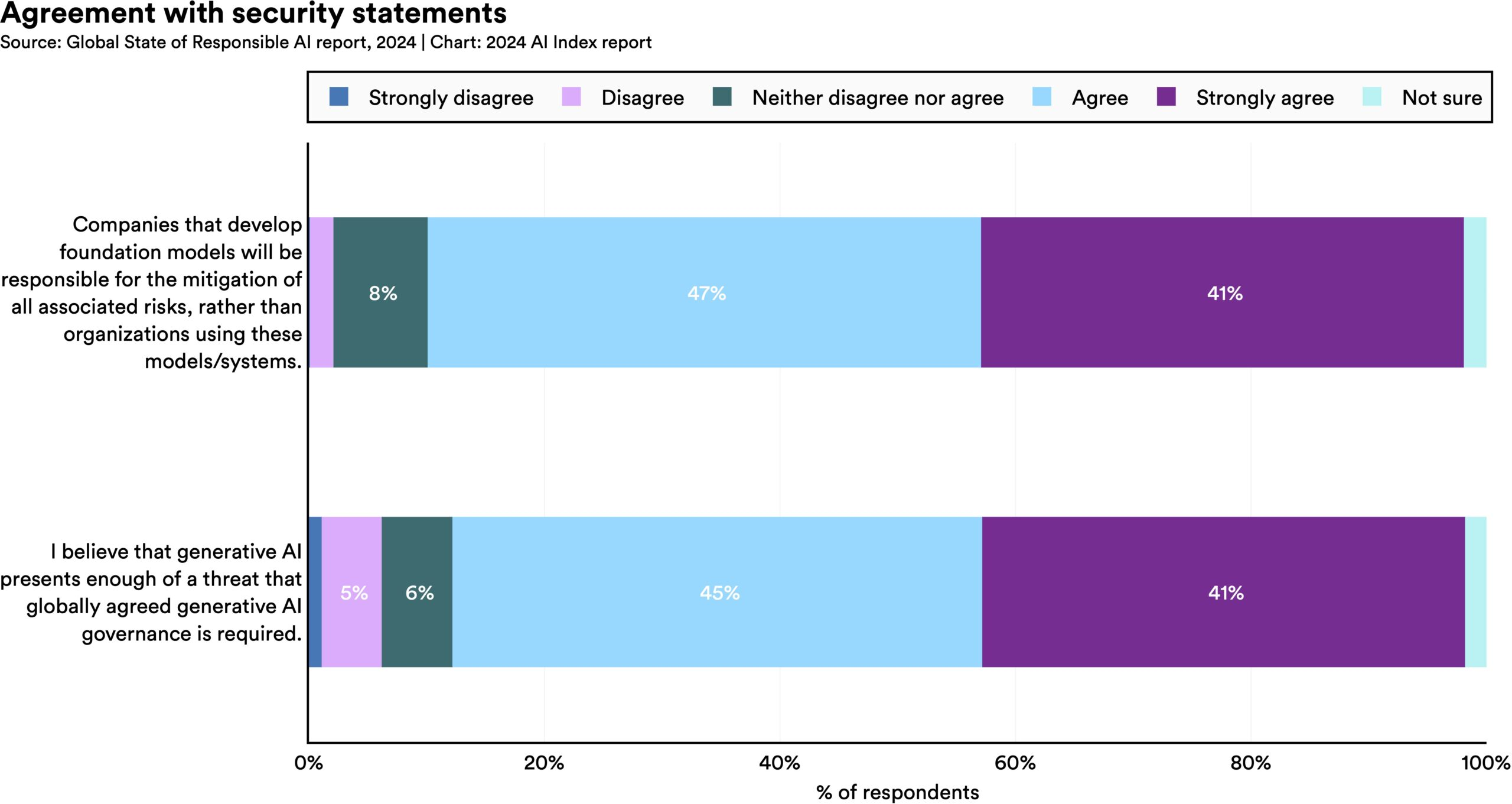
Les organitzacions enquestades coincideixen en gran manera que les empreses que desenvolupin models de fundació seran responsables dels riscos associats (en lloc de les que els utilitzen) i que es requereix una governança global per abordar els riscos de la IA generativa.

El desenvolupament d'una junta de govern global per regular el desenvolupament de l'IA es va suggerir almenys des del 2017. El desembre de 2018, el Canadà i França van anunciar plans per a un Panell Internacional sobre Intel·ligència Artificial recolzat pel G7, inspirat en el Panell Internacional sobre el Canvi Climàtic, per estudiar els efectes globals de la IA sobre les persones i les economies i per dirigir el desenvolupament de la IA. El 2019, el Panell va passar a anomenar-se Global Partnership on AI.
L'Associació Global sobre Intel·ligència Artificial (GPAI) es va posar en marxa el juny de 2020, i va declarar la necessitat que la IA es desenvolupi d'acord amb els drets humans i els valors democràtics, per garantir la confiança pública i la confiança en la tecnologia, tal com es descriu als Principis de l'OCDE sobre Intel·ligència Artificial (2019). Els 15 membres fundadors de la Global Partnership on Artificial Intelligence són Austràlia, Canadà, la Unió Europea, França, Alemanya, Índia, Itàlia, Japó, República de Corea, Mèxic, Nova Zelanda, Singapur, Eslovènia, els Estats Units i el Regne Unit. L'any 2023, el GPAI compta amb 29 membres. El Secretariat del GPAI està allotjat per l'OCDE a París, França. El mandat de GPAI abasta quatre temes, dos dels quals estan recolzats pel Centre Internacional d'Experiències de Mont-real per a l'Avenç de la Intel·ligència Artificial, és a dir, la IA responsable i el govern de les dades. Un centre d'excel·lència corresponent a París donarà suport als altres dos temes sobre el futur del treball, i sobre la innovació i la comercialització. GPAI també va investigar com es pot aprofitar la IA per respondre a la pandèmia de la COVID-19.

## Normativa regional i nacional

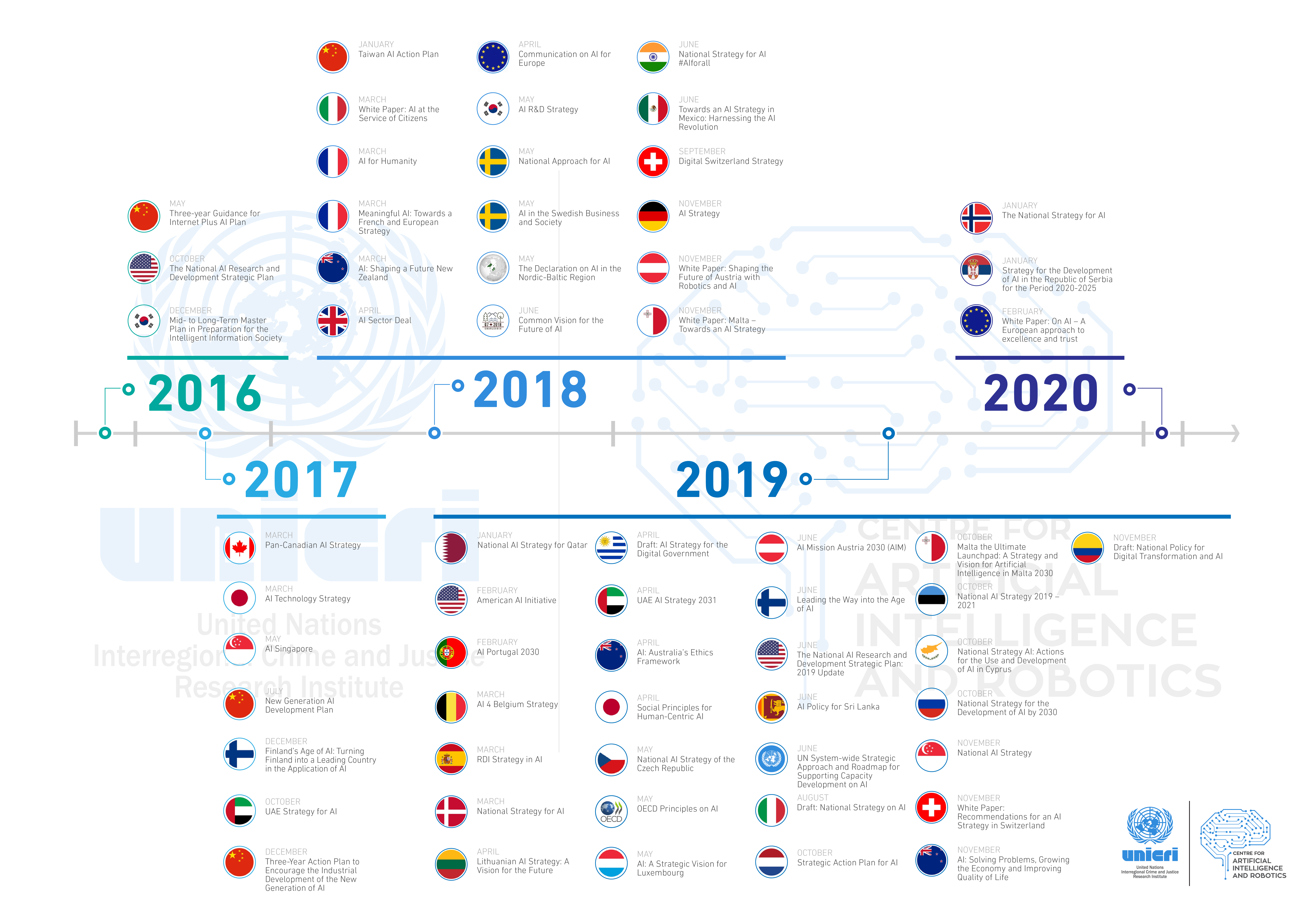
Cronologia d'estratègies, plans d'acció i documents polítics que defineixen els enfocaments nacionals, regionals i internacionals de la IA

El panorama regulador i polític de la IA és un tema emergent a les jurisdiccions regionals i nacionals a nivell mundial, per exemple a la Unió Europea i Rússia. Des de principis de 2016, moltes autoritats nacionals, regionals i internacionals han començat a adoptar estratègies, plans d'acció i documents polítics sobre IA. Aquests documents cobreixen un ampli ventall de temes com ara la regulació i la governança, així com l'estratègia industrial, la recerca, el talent i la infraestructura.
Diferents països han abordat el problema de diferents maneres. Pel que fa a les tres economies més grans, s'ha dit que "els Estats Units segueixen un enfocament impulsat pel mercat, la Xina està avançant un enfocament impulsat per l'estat i la UE segueix un enfocament impulsat pels drets".